# Пектини
Пекти́нові речови́ни (дав.-гр. πηκτικός — згорнутий) — велика група природних вуглеводів, які містяться у всіх рослинах. Полісахарид рослинного походження, молекули якого складаються з залишків α-D-галактуронової кислоти, карбоксильні
групи котрих здебільшого естерифіковані метанолом, а положення С-2 та С-3 ацетильовані.

## Загальний опис
Ці полісахариди (гетерополісахариди) побудовані із залишків галактуронової кислоти, яка є продуктом окислення глюкози. Вони є неоднорідними і зустрічаються у вигляді протопектину, пектину, пектинової та пектової кислоти.
Основна функція пектинових речовин — підтримувати тургор у тканинах. Крім того, пектини підвищують посухостійкість рослин, сприяють тривалому зберіганню овочів і плодів. Пектинові речовини входять до складу клітинних стінок рослин, складаючи до 52 % клітинної маси.
У хімічному відношенні пектинові речовини — високомолекулярні ангідриди пентоз і гексоз. Вони досить стійкі до дії бактерій, але піддаються гідролітичному розщепленню в природних умовах під впливом ферментів, у результаті чого утворюються пентозани (С5Н8О4)n і гексозани (С6Н10О)n.
Здатні розчинятися в гарячій воді до 100 °C. Вони містяться як у багатоклітинних, так і в нижчих рослинах, а також у водоростях.

## Протопектин
Пектинові речовини є похідними вуглеводів і входять до складу овочів і плодів. До них належать протопектин, пектин, пектинова і пектова кислоти.
Протопектин входить до складу міжклітинних пластин, які з'єднують клітини між собою. Багато його в недостиглих плодах і овочах, при достиганні яких протопектин під дією ферментів переходить у пектин, а плоди і овочі розм'якшуються.
Протопектин — це сполука, яка складається із великої кількості залишків молекули полігалактуронових кислот, які з'єднані в довгі ланцюжки. Ці ланцюжки з'єднані між собою через іони кальцію і магнію. Заміна іонів кальцію і магнію (під час теплової обробки) одновалентними іонами натрію калію призводить до розриву зв'язків між ланцюжками полігалактуронових кислот і переходу протопектину в пектин — розчинну речовину.

## Пектин

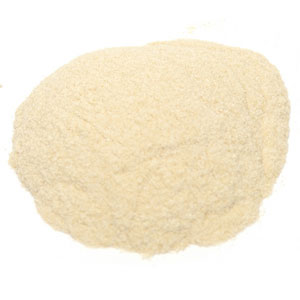
Пектин у вигляді порошку

Пектин — розчинна у воді речовина, яка міститься у клітинному соку плодів і овочів. При варінні з цукром і кислотами пектин утворює драглі. Цю його властивість використовують у кулінарії при приготуванні солодких страв з утворенням драглів, у виробництві мармеладу, джему, варення, конфітюрів, пастил та ін. 

Пектин є складним ефіром метилового спирту і пектинової кислоти. Він має важливі біологічні властивості, які обумовлені наявністю вільних карбоксильних та гідрокарбоксильних груп галактуронової кислоти. Ці групи здатні зв'язувати важкі метали в тому числі радіонукліди, з утворенням нерозчинних комплексів, які виводяться з організму. Як гідрофільний колоїд пектин збільшує в'язкість фруктового соку.
Пектин має вигляд порошку від білого до сіро-коричневого кольору з слабко вираженим запахом та смаком плодів і овочів, з яких його виробляють.

## Пектинова і пектова кислоти
Пектинова і пектова кислоти утворюються з пектину під дією ферментів при перестиганні плодів і надають їм кислого смаку.
На пектинові речовини багаті яблука, айва, абрикоси, сливи, чорна смородина, алича, столові буряки — в середньому 0,01-2 %.
Пектини поділяються на дві групи:
- пектинові кислоти, частина кислотних ланок яких існує у вигляді метилового естеру (пектинати — їхні солі)
- пектові кислоти, яким притаманна відсутність естерних груп (пектати — їхні солі)

Пектинові речовини мають бактерицидні властивості і позитивно впливають на процес травлення. Пектин виводить з організму важкі метали і радіонукліди.
Людині потрібно на добу 400—500 г вуглеводів, з них 50-100 г моно- і дисахаридів.

## Гідроліз пектинових речовин
Гідроліз пектинів аналогічно іншим полісахаридам відбувається за допомогою кислот або ензимів. Кислотний гідроліз потребує жорстких умов порівняно з нейтральними гліканами, що пов'язано з електронним впливом карбоксильної групи на глікозидний зв'язок. Внаслідок суворіших умов кислотного гідролізу з пектинів одержують в основному не галактуронову кислоту, а продукт її декарбоксилювання — фурфурол.
При ензиматичному гідролізі пектинових речовин вихід кінцевих сполук залежить від природи відповідних ензимів.

## Застосування
Пектинові речовини широко використовуються у харчовій, текстильній промисловості, машинобудуванні, медицині.
Пектинові речовини регулюють вміст холестерину, позитивно впливають на внутрішньоклітинні реакції дихання та обміну речовин, підвищують стійкість організму до алергічних факторів, стимулюють загоювання ран, прискорюють лікування опіків, виводять радіонукліди.

### У кулінарії
Пектини широко використовуються як натуральні желюючі та загусники в домашньому приготуванні джемів, мармеладу, варення, пастили, желе та зефіру. Найпоширеніші типи — яблучний та цитрусовий пектин — мають різну силу гелеутворення та ароматичні властивості. 

### Текстильна галузь
У текстильній галузі пектини використовуються як зв’язувальні та плівкоутворювальні речовини для нанесення натуральних барвників на тканину. Завдяки своїм природним властивостям вони також входять до складу оздоблювальних розчинів, які надають текстилю блиску, еластичності або жорсткості. Додатково пектини використовуються при виготовленні екологічних біорозкладних плівок, які слугують для пакування або покриття тканин.

### Машинобудування
У сфері машинобудування та матеріалознавства пектини застосовуються у створенні біосумісних нанокомпозитів, особливо в поєднанні з іншими природними полімерними матеріалами. Також вони використовуються як основа для екологічних ізоляційних покриттів, прокладок і мастильних матеріалів, а в галузі 3D-друку — як матриця для гідрогелів із заданими фізико-хімічними властивостями. Завдяки своїй природній біорозкладності та нетоксичності, пектини розглядаються як перспективна сировина для «зеленого» машинобудування та екотехнологій.